# ماری (فیلم ۲۰۱۹)
ماری (به انگلیسی: Mary) فیلمی محصول سال ۲۰۱۹ و به کارگردانی مایکل گوئی است. در این فیلم بازیگرانی همچون گری اولدمن، امیلی مورتیمر، مانوئل گارسیا-رولفو، استفانی اسکات، چلو پرین، داگلاس اوربانسکی، جنیفر اسپوزیتو و اوون تیگ ایفای نقش کرده‌اند.